# Dobry
Dobry est un roman de Monica Shannon publié pour la première fois en 1934 et qui a remporté la médaille Newbery pour sa contribution à la littérature enfantine américaine en 1935. Le sculpteur d'origine bulgare Atanas Katchamakoff a illustré le livre. 
Le roman est inédit dans les pays francophones. 

## Résumé
Dobry est un jeune garçon qui vit dans un petit village fermier en Bulgarie avec sa mère veuve et son grand-père. Tous deux sont des agriculteurs dévoués et Dobry passe une grande partie de sa jeunesse à les aider dans les champs. La majeure partie de son temps libre est consacrée à sa meilleure amie, Neda, la fille du cordonnier du village. 
Alors qu'il était encore jeune, Dobry se découvre un amour pour l'art et pour lequel il démontre un grand talent naturel. Afin de payer les fournitures d'art dont il a besoin pour pratiquer, il prend un poste de gardien de vaches au village et passe les années qui suivent à perfectionner ses compétences artistiques. Alors que le grand-père de Dobry et Neda sont impressionnés et le soutiennent dans son dévouement à son art, sa mère devient de plus en plus inquiète et agitée. Elle avait toujours supposé que Dobry reprendrait la ferme familiale à l'âge adulte et considère le temps que Dobry consacre à son art comme du temps perdu qu'il pourrait utiliser à travailler. Cependant, le grand-père de Dobry la convainc petit à petit qu'un talent comme le sien devrait être autorisé à se développer. Lorsque Dobry crée une belle sculpture de neige de la nativité que toute la ville loue, sa mère réalise enfin à quel point son fils est vraiment doué. 
Lors de la célébration du Nouvel An suivant, la mère de Dobry lui présente un cadeau : de l'argent qu'elle a économisé pour qu'il puisse s'inscrire dans une académie d'art. Alors que Dobry commence avec enthousiasme à se préparer pour sa nouvelle vie, Neda craint qu'il ne quitte le village pour toujours. Cependant, il lui assure qu'une fois ses études terminées, il reviendra au village et l'épousera. 

## Personnages principaux
Dobry : Le protagoniste du roman qui apparaît d'abord comme un jeune garçon de ferme. En grandissant tout au long de l'histoire, il développe un amour et une compétence de plus en plus impressionnants en art. Il fait preuve de talent à la fois dans le dessin et la sculpture. 
Neda : La fille du cordonnier du village et la meilleure amie de toujours de Dobry. Ils passent une grande partie de leur temps libre ensemble, et de nombreuses créations artistiques de Dobry lui ont été faites en cadeau. Leur amitié s'épanouit et se transforme en romance à mesure qu'ils grandissent. Dobry quitte le village avec la promesse qu'il l'épousera un jour. 
Roda : La mère de Dobry et dont le mari est décédé alors que son fils était encore un jeune enfant. Bien que d'autres hommes du village s'intéressent à elle, elle insiste sur le fait qu'elle ne se remariera jamais. Elle est entièrement consacrée à la ferme familiale. Bien qu'elle soit une mère dévouée, elle est d'abord contrariée lorsque Dobry commence à montrer plus d'intérêt pour l'art que de s'occuper des champs. Finalement, elle finit par l'accepter et offre à Dobry l'argent nécessaire pour étudier dans une école d'art. 
Grand-père : Le grand-père de Dobry qui vit et travaille avec eux à la ferme. Il est reconnu comme un grand conteur dans toute la région et divertit souvent les autres avec ses contes. Non seulement il connaît un grand nombre de contes populaires bulgares, mais il montre également un talent pour inventer ses propres histoires. C'est en grande partie grâce à cette créativité qu'il soutient immédiatement Dobry dans ses efforts artistiques et aide à convaincre la mère de le laisser explorer ses talents. 

## Contexte
Monica Shannon a grandi dans le Montana. Enfant, elle passait son temps à écouter les histoires des ouvriers bulgares qui travaillaient au ranch de son père. Ces histoires ont servi de base au roman Dobry. Elle a également repris des éléments de l'enfance de l'artiste Atanas Katchamakoff qui a illustré le livre. Dobry est le cinquième et dernier roman de l'auteure destiné à des enfants,.

## Réception critique
Kirkus Reviews a dit de Dobry : « Il y a la vraie sensation de la terre dans l'histoire ». May Hill Arbuthnot (en), spécialiste de la littérature pour enfants, le qualifie de « l'un des plus grands livres pour enfants sur les gens d'autres pays ». Elle suggère que les adultes « lisent à haute voix, discutent et savourent les épisodes colorés ». Twentieth-Century Children's Writers indique que le livre est « inspirant » et que « les personnages principaux de Dobry sont forts et bien définis ». Dobry a remporté la médaille Newbery de 1935. 